# Nedhållande eld
Nedhållande eld är en militär term för eldgivning från understödsvapen som exempelvis kulsprutor. Syftet med detta är att skapa ett psykologiskt övertag genom att "tvinga ner" fienden i skydd och därmed förhindra dem från att ge eld, observera eller röra sig. De egna styrkorna kan då utnyttja tillfället och avancera till nya och taktiskt sett bättre positioner.